# Dmytro Pyškov
Dmytro Ihorovyč Pyškov (in ucraino Дмитро́ І́горович Пишков?; trasl. angl.: Dmytro Ihorovych Pyshkov; Luhans'k, 8 agosto 1986) è un lottatore ucraino, specializzato nella lotta greco-romana, vincitore della medaglia di bronzo ai Giochi europei di Baku 2015 ai campionati europei di Baku 2010 ed alle Universiadi di Kazan' 2003.

## Palmarès
- Giochi europei

Baku 2015: bronzo nei 75 kg;
- Campionati europei

Baku 2010: bronzo nei 74 kg;
- Universiadi

Kazan' 2003: bronzo nei 74 kg;
- Giochi mondiali militari

Mungyeong 2015: bronzo nei 75 kg;
- Mondiali militari

Spalato 2008: bronzo nei 74 kg;